# Шерри, Фионнуала
Фионнуа́ла Ше́рри (ирл. Fionnuala Sherry; 20 сентября 1962, Нейс, Клдэр, Ирландия) — ирландская скрипачка и певица. Участница музыкального дуэта «Secret Garden», победившего на конкурсе песни «Евровидение-1995» с произведением «Nocturne».

## Ранние годы и начало карьеры
Фионнуала Шерри родилась 20 сентября 1962 года в Нейсе (графство Килдэр, Ирландия).
Шерри начала играть на скрипке в возрасте восьми лет. В возрасте пятнадцати лет переехала в Дублин, где поступила в музыкальный Тринити-колледж, который окончила с отличием.

## Карьера
В течение десяти лет Шерри была членом Концертного оркестра RTÉ.
Шерри сотрудничала с такими музыкантами, как The Chieftains, Шинейд О’Коннор, Ван Моррисон, Крис де Бург, Боно и Wet Wet Wet. Она также участвовала в записи нескольких саундтреков к голливудским фильмам с Ирландским кинооркестром, в том числе к картинам «Комната с видом» и «Маска».
Её инструмент, как для «живых» выступлений, так и для студийной работы — английская скрипка Джона Эдварда Беттса 1790 года со смычком Hill.
Шерри создала и вела музыкальное детское телевизионное шоу на ирландском национальном телевидении, основанное на концепции, которую она сама изобрела.
В 2010 году Шерри выпустила сольный альбом «Songs from Before» в Ирландии. Альбом был выпущен в США и Канаде лейблом «Hearts of Space Records» весной 2011 года.

## Личная жизнь
В конце января 2010 года, после четырёх лет отношений и трёх недель помолвки, Шерри вышла замуж за бизнесмена Бернарда Дойла в Лондоне.

### Проблемы со здоровьем
В феврале 2015 года Шерри сломала обе руки, споткнувшись во время прогулки по Дублину. Позже она восстановилась и вернулась к работе.
В июле 2019 года было объявлено, что недавно Шерри был диагностирован рак молочной железы. Она перенесла несколько операций, лучевую и инфузионную терапию, и завершила лечение в мае 2020 года.